# Národní parky v Kostarice

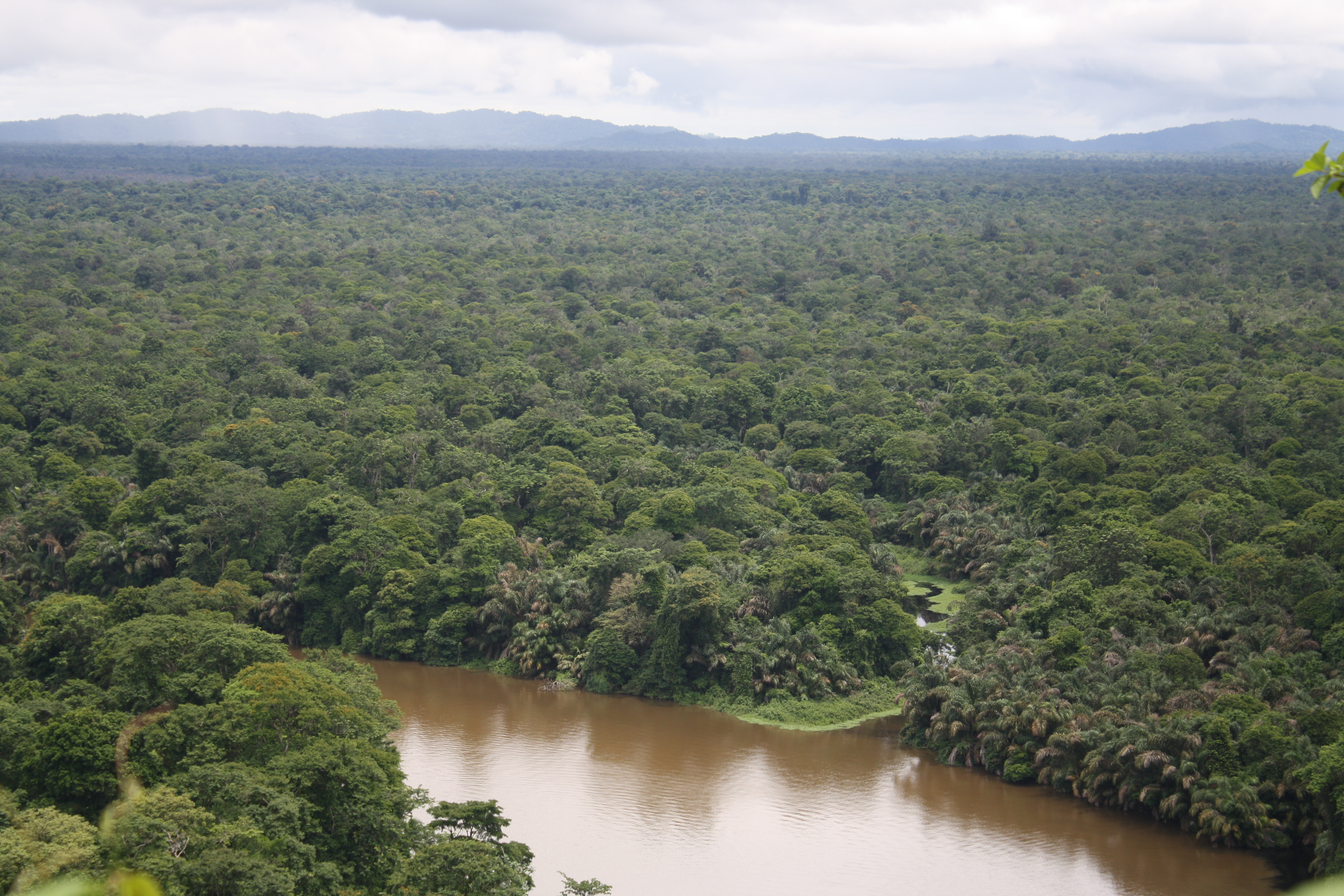
národní park Tortuguero

Celkový počet kostarických národních parků v roce 2024 byl 30. Kostarika vytvořila síť národních parků, která je od roku 1994 spravována organizací SINAC. SINAC - Sistema Nacional de Áreas de Conservación (do češtiny volně přeloženo jako „Národní systém chráněných území“) je oddělením kostarického Ministerstva životního prostředí a energetiky, které se stará o správu, organizaci a tvorbu strategického plánu rozvoje všech chráněných území v Kostarice. 
Celková rozloha národních parků je přibližně 6380 km², což představuje více než 12 % rozlohy státu (dále pak 3733 km² mořské plochy). Kromě národních parků existuje mnoho jiných chráněných území - biosférické rezervace, lesní rezervace, přírodní památky, národní památky apod. Nejvíce chráněných území se nachází v pohoří Cordillera de Talamanca na jihovýchodě státu. Národní parky a všechna další chráněná území pokrývají kolem jedné čtvrtiny Kostariky. 

## Přehled parků
|        | Název                                      | Provincie                            | Plocha souše (km²) | Vodní plocha (km²) | Plocha CELKEM (km²) |
| ------ | ------------------------------------------ | ------------------------------------ | ------------------ | ------------------ | ------------------- |
|        | Národní park Arenal                        | Guanacaste                           | 119,5              |                    | 119,5               |
|        | Národní park Ballena                       | Puntarenas                           | 1,8                | 51,9               | 53,7                |
|        | Národní park Barbilla                      | Cartago                              | 119,1              |                    | 119,1               |
|        | Národní park Barra Honda                   | Guanacaste                           | 23,0               |                    | 23,0                |
|        | Národní park Braulio Carrillo              | Heredia - San José - Cartago - Limón | 499,3              |                    | 499,3               |
|        | Národní park Cahuita                       | Limón                                | 10,8               | 233,1              | 243,9               |
|        | Národní park Carará                        | Puntarenas                           | 53,3               |                    | 53,3                |
|        | Národní park Chirripó                      | Limón - Puntarenas                   | 501,3              |                    | 501,3               |
|        | Národní park Corcovado                     | Puntarenas                           | 422,3              | 20,3               | 442,6               |
|        | Národní park Diría                         | Guanacaste                           | 55,5               |                    | 55,5                |
|        | Národní park Guanacaste                    | Guanacaste                           | 340,6              |                    | 340,6               |
|        | Národní park Isla del Coco                 | Puntarenas                           | 23,3               | 5 483,0            | 5 506,3             |
|        | Národní park Juan Castro Blanco            | Alajuela                             | 142,9              |                    | 142,9               |
|        | Národní park La Amistad                    | Puntarenas, Limón                    | 1 982,9            |                    | 1 982,9             |
|        | Národní park La Cangreja                   | San José                             | 25,7               |                    | 25,7                |
|        | Národní park Las Baulas de Guanacaste      | Guanacaste                           | 9,6                | 245,1              | 254,7               |
|        | Národní park Los Quetzales                 | San José - Guanacaste                | 41                 |                    | 41                  |
|        | Národní park Manuel Antonio                | Puntarenas                           | 17,5               | 256,7              | 274,2               |
|        | Národní park Palo Verde                    | Guanacaste                           | 182,5              |                    | 182,5               |
|        | Národní park Piedras Blancas               | Puntarenas                           | 141,3              | 18,2               | 159,5               |
|        | Národní park Rincón de la Vieja            | Alajuela - Guanacaste                | 158,7              |                    | 158,7               |
|        | Národní park Santa Rosa                    | Guanacaste                           | 389,5              | 425,2              | 814,7               |
|        | Národní park Tapantí-Macizo de la Muerte   | Cartago                              | 583,3              |                    | 583,3               |
|        | Národní park Tortuguero                    | Limón                                | 264,6              | 502,8              | 767,3               |
|        | Národní park Volcán Irazú                  | Cartago                              | 20                 |                    | 20                  |
|        | Národní park Volcán Poás                   | Alajuela                             | 65,6               |                    | 65,6                |
|        | Národní park Volcán Tenorio                | Guanacaste                           | 129,0              |                    | 129−0               |
|        | Národní park Volcán Turrialba              | Cartago                              | 12,6               |                    | 12,6                |
|        | Národní park Miravalles-Jorge Manuel Dengo | Alajuela, Guanacaste                 | 42,3               |                    | 42,3                |
|        | Národní park Isla San Lucas                | Puntarenas                           | 4,5                |                    | 4,5                 |
| CELKEM | CELKEM                                     | CELKEM                               | 6 383,3            | 7 236,3            | 13 619,5            |